# Mission de nuit sur la France
 (décembre 2017).
Mission de nuit sur la France (Stranger to the ground) est un roman de l’écrivain américain Richard Bach, à l’époque pilote de l'armée de l’air des États-Unis.
L’ouvrage, paru en 1963, dépeint un vol militaire d’une heure quarante-cinq minutes, de retour de l'Angleterre vers la France, accompli par un jet de l'US Air Force, au début des années 1960.
Le pilote transporte des documents confidentiels, à bord d'un F-84F Thunderstreak, chasseur-bombardier monoplace.
Avec la guerre froide en arrière-plan, traversant un violent orage, ce vol mouvementé offre au pilote plusieurs moments de réflexion sur sa vie, sa mission, ses aspirations.
Sa traduction en français est due à Jean-François Gravrand. Stranger to the ground, Étranger au sol ou Étranger à la terre, devient pour les lecteurs francophones Mission de nuit sur la France.

## Auteur
Affecté en France au printemps 1962, le lieutenant Richard Bach, pilote de la réserve aérienne militaire américaine (Air National Guard) provenant du New Jersey y reste jusqu’en août 1962.
À propos de ce livre, Richard Bach confie :

« J’ai décidé d’écrire Mission de nuit sur la France parce que j’en avais assez de ne trouver que des récits édulcorés et incomplets sur la vie des pilotes de combat. Personne ne parlait des trous et des fissures que l’on trouvait dans le fuselage de nos avions, ni du fait d’être obligé de voler en formation si serrée qu’il devient possible de lire, sur l’avion de son leader, les instructions en petits caractères normalement réservés aux équipes de maintenance. Aucun pilote ne mentionne jamais que les avions sont si faciles à piloter qu’on se sent presque coupable d’être payé pour le faire, ni que l’esprit vagabonde souvent pendant que seul le corps se charge de piloter, après toutes ces heures passées à s’entraîner et à acquérir des automatismes, devenus des réflexes. »

Richard Bach confère de la sorte beaucoup d’humour et de légèreté à ce vagabondage aérien et littéraire.
Par la suite, Richard Bach a publié Jonathan Livingston le goéland, son ouvrage le plus célèbre, dans lequel le vol sert de point d’entrée à une histoire à portée métaphorique.

## Résumé du livre
Un vol de nuit ouvre au lecteur, la réflexion de l’aviateur sur le métier de pilote de guerre.
Paru en 1964, chez l’éditeur Plon (en 1963, pour l’édition américaine), la version française du livre comporte 253 pages, réparties en six chapitres. Il est le premier roman de l’auteur, inspiré de son expérience personnelle.
La navigation au-dessus de villes d’Europe du Nord-ouest va de pair avec l’évocation des souvenirs, du temps de l’apprentissage du pilotage au métier de pilote de combat dans la guerre froide. Le récit ouvre au lecteur les détails du pilotage, de ses bruits ou des gestes que celui-ci suscite (la version originale Stranger to the ground comporte une planche du tableau de bord du F-84F et une carte sommaire de la navigation réalisée).

### Dédicace
L’auteur dédicace l’ouvrage à « Don Slack », son camarade d’escadrille mort en vol, ainsi qu’à la montagne qui l’a tué, « Une montagne de France dans le Massif Central ».
La version française du livre est dépourvue de préface ; celle en américain est préfacée par l'aviateur vétéran de la Première Guerre mondiale Gill Robb Wilson (en).

### Chapitre I
L’auteur, pilote du 141st fighter squadron du 108th tactical fighter wing (en), embarque un épais sac de toile contenant des documents militaires secrets. À 21 h 25, l’avion « Air Force Jet, deux neuf quatre zéro cinq » commence son roulage sur la base aérienne de Wethersfield, en Angleterre, ancien terrain de la Royal Air Force. Il décolle de la piste 28 (au cap 280) et passe rapidement le radiophare d’Abbeville, qui émet en morse les lettres « A » et « B ». Le pilote songe aux aviateurs de la seconde guerre mondiale.
Alors, dans la nuit encore paisible, il imagine le pilote russe qui se prépare, comme lui, à une guerre qui pourrait advenir.
Il monte au niveau de vol 330, soit 33 000 pieds ou 10 000 m. Il vole aux instruments, à 465 nœuds, soit à mach 0,8 sur son machmètre.

### Chapitre II
22 h. C’est le moment du contact radio avec la station de contrôle aérien de Paris (à Orly), pour un bref message de sa position au-dessus d'Abbeville (Alpha Bravo). Le pilote décrit son avion : il le voit comme « un clown » ; il évalue le temps passé dans le cockpit de cet avion, soit 415 heures de vol, pour souligner le plaisir du vol. Il s’interroge sur la complexité du pilotage et conclut à sa totale simplicité. Le contrôleur d’un aérodrome survolé procède à un essai de radio dans la nuit.
L’avion approche du radiophare de Laon.
Le pilote décrit les exercices d’alerte, durant lesquels il lui faut parfois attendre plusieurs heures au froid dans le cockpit.
Il évoque les limites de carburant des avions de chasse, aux atterrissages avec seulement quelques minutes de réserve. Et les vols en formation serrée, « trois casques, trois avions, sur une ligne droite », pour un exercice de tir sur une cible au sol. Le son en morse des lettres « L » et « C » signale, avec l’aiguille du TACAN puis celle du radiocompas, le passage de Laon (Lima Charlie). L’avion vire légèrement à gauche et poursuit vers l’ouest.

### Chapitre III
22 h 10. Nouveau contact avec Paris Contrôle : sans succès. Contact avec Calva Radar (indicatif de la Station Maître Radar SMR 10/911 de Saint-Valery-en-Caux, près de Veules-les-Roses) : la communication est décidément difficile ; la radio de bord UHF est en panne. Virage pour prendre le cap de Spangdahlem. Le pilote énumère les difficultés météorologiques. Il est évidemment préférable d’éviter les orages. Paris Contrôle transmet, cette fois parfaitement clairement, un avertissement relatif à la météorologie dégradée aux abords de Phalsbourg. À Chaumont, le temps « n’est ni bon ni mauvais ». « Le vol est intéressant, toujours. Le sol marche en dessous, les étoiles marchent au-dessus ».
Le pilote tente de démêler les pensées qui lui sont propres de celles qu’il aurait en commun avec tous les pilotes d’avions de chasse. Il donne « le truc » pour paraître calme à la radio, quelles que soient les circonstances. Il règle l’accommodement de sa conscience avec les finalités létales de sa mission. Il relate un cocasse incident de vol en T-33, lu dans une revue aérienne.
C’est l’occasion de décrire, toujours avec humour, toutes les solutions déployées pour aider les pilotes à ne pas oublier de descendre le train d'atterrissage au moment du posé. Souvent en vain.
Puis il décrit les difficultés du vol de démonstration en formation serrée, notamment avec de nombreux appareils en vol. L’avion survole alors le Luxembourg.
Le radiocompas se dérègle et peu à peu, s’oriente vers l’orage ; c’est l’une de ses caractéristiques.

« Qui pourrait bien inventer un appareil de navigation aussi taré ? et qui l’achèterait ? Et j’ai appris la réponse à ma première question : toutes les compagnies de radio fabriquant des postes à basse fréquence. Et à la deuxième : l’armée de l’air des États-Unis. »

Il pense alors aux manœuvres parfois dangereuses du combat aérien.
22 h 18 : l’avion et son pilote survolent Spangdahlem. Ils entrent dans d’épais nuages, les repères visuels disparaissent.

### Chapitre IV
Le pilote contacte Rhin Contrôle et délivre un nouveau message de position. Cap au 93, il est en route pour Wiesbaden, puis virage pour Phalsbourg, où la météo demeure inquiétante : orages, grêle, visibilité réduite. Il envisage un demi-tour.
Il se rappelle comment vaincre la peur en avion, en maîtrisant les procédures qui permettent les bonnes décisions. Il décrit un atterrissage épique et particulièrement risqué, lorsque la roulette avant du train d’atterrissage de son F-84F n’était pas descendue.

« Le vol est sans danger et le vol à bord d’un monoplace de chasse est le plus sûr de tous les vols. J’aimerais mieux toujours voyager en avion que de monter à bord de ce véhicule incroyablement dangereux qu’on appelle automobile. »

Le vol de guerre, chasse ou bombardement, est présenté comme plaisant ; le pilote se remémore des exercices de bombardement, durant des manœuvres. Il juge le pilotage de multimoteurs comme foncièrement ennuyeux.
De même, l’entraînement au bombardement de bombe atomique en LABS (pour Low Altitude Bombing System) surnommé « le Dispositif » remue la conscience du pilote.
Sur la route, les éclairs menacent toujours.

### Chapitre V
C’est l’heure d’un nouveau contact à la radio avec Rhin Contrôle, puis avec Moselle Contrôle. Sans résultat. La radio est en panne. La peur revient. Avec le souvenir des amis morts. L’auteur décrit la disparition à l’entraînement de son ami Donald Slack, un dimanche matin.
Il repense à une vrille subie par lui lors d’un entraînement, où il s’est cru perdu.

« Et soudain, je vis de nouveau. L’avion monte. Je suis vivant. »

Soudain, c’est le choc, bref, de l’orage. Alors que le pilote tente d’esquiver la foudre, l’avion plonge brutalement dans l’orage. Il givre, courant le risque de décrocher. Un inoffensif feu de Saint-Elme serpente sur le pare-brise. Le réacteur est comme éteint, l’avion est lourd et lent. Les instruments se brouillent. D’un coup, l’air se calme ; le givre s’en va. L’avion reprend sa course.
Le pilote décide de monter au-dessus des nuages, hors de l'étage de vol des 33 000 pieds qui lui est assigné.

« Il y aura un franc-tireur, ce soir, dans le réseau de la circulation aérienne européenne — au dessus des nuages, du côté de Phalsbourg. »

### Chapitre VI
Le terme du vol débute avec une réflexion sur la fonction de la circulation aérienne. Sa qualité ne la rend pas indispensable, aux yeux du pilote. Tandis qu’il monte au-dessus de son niveau de vol, à 40 000 pieds, il règle le TACAN sur le radiophare de Chaumont.
Puis il descend au niveau de vol 330 pour préparer la percée, l’approche et l’atterrissage. Le pilote russe évoqué au chapitre premier apparaît dans ses pensées : leurs vies sont si proches.
Le tambour des distances indique quatre-vingt kilomètres à parcourir jusqu’à Chaumont. Le pilote évalue les solutions offertes pour l’approche finale avec la radio en panne. Il repense à la mobilisation, à l’abandon de la vie civile, à la traversée de l’atlantique, suivie de son installation en France, loin de sa jeune femme et de sa fille.
Il reste dix kilomètres avant Chaumont. Soudainement, l’approche répond à la radio, puis le radar, puis l’opérateur du contrôle d'approche. À trois kilomètres de l’entrée de piste, l’avion passe sous les nuages ; visible, le terrain offre tous ses feux pour faciliter l’atterrissage.
Il est 23H10. Le vol s’achève avec l’atterrissage à Chaumont.
Le pilote éteint le moteur, rend compte du vol et note ses temps de vol.

« Mon avion est apaisé et moi, désorienté encore, étranger à la terre pour un moment, je suis tout de même chez moi. »

## Structure et thèmes du récit

### Le pilote
La décision de devenir pilote de chasse tient pour partie au destin. Un parcours universitaire peu réussi, des tests de capacité passés avec succès auprès de l’armée. S’ensuivent les différentes phases de formation, avec autant de sélections. Le travail de pilote militaire et particulièrement celui de pilote de chasse se donne à voir comme facile et plaisant.
Alors, le pilotage d’un avion devient surtout une source de plaisir. Le danger est écarté en se préparant avec soin aux différentes situations de vol. Pour éviter la peur, le pilote se forme ardemment aux procédures de secours. Le vol en monoplace à réaction s’avère pourtant dangereux. La mort est présente sans cesse.
L’auteur évoque des camarades disparus : Donald Slack, sans doute mort écrasé sur les flancs du Plomb du Cantal, près de Clermont-Ferrand, pilote et montagne auxquels le livre est dédié. Un élève-pilote se tue en collision à la veille du brevet. Le sous-lieutenant Jason Williams, un camarade de chambrée, a percuté le sol à l’entraînement au bombardement. Kenneth Sullivan, un ami pilote s’est tué aux commandes d’un hélicoptère.

### L’avion
Surnommé « le taxi qui ne pardonne pas » le rustique et déjà déclassé F-84F se révèle un appareil capricieux, plein de vie, finalement attachant et fiable. L’auteur lui prête des sentiments quasi-humains.
Gémissements de la turbine, frémissements dans le cockpit, bruits d’explosion au démarrage du moteur, ronflements incessants en vol, fumées, fuites de pétrole… Autant de phénomènes familiers avec le F-84F, conçu en 1950. Présentant souvent des criques de fatigue dans leurs structures, ces avions cesseront leurs carrières en 1971.
Apprivoisé, ou manié avec sûreté, le F-84F permet au pilote de se tirer des mauvaises situations, y compris un violent orage nocturne.

### La navigation
Le trajet de Wethersfield, en Angleterre, à Chaumont, dans la Haute-Marne emprunte une route au nord ; il pousse vers l’ouest, pour éviter la zone orageuse de Phalsbourg. Le pilote utilise des instruments de navigation.

#### Le parcours
Le vol débute à la tombée de la nuit, par le décollage de Wethersfield (Essex).
Puis l’avion passe Abbeville, Laon, survole le Luxembourg, entre en Allemagne de l'Ouest, passe Spangdahlem, Wiesbaden, non loin de Strasbourg et de Phalsbourg, avant de se poser sur son terrain de destination, à Chaumont.
L’orage saisit l’avion aux alentours de Phalsbourg.
L’appareil se pose finalement sans encombre sur le terrain de Chaumont, au terme d’un vol épuisant autant que méditatif.

#### Les instruments de navigation
Une large partie du vol s’effectue en vol aux instruments. Durant tout le parcours, l’aviateur mobilise les aides à la navigation :
- le radiophare ou VOR oriente le pilote vers la balise émettrice, située près de la ville-étape à survoler ;
- le TACAN est utilisé en permanence pour rallier les différents points tournants de la navigation ;
- la radio UHF, utilisée par le contrôle aérien, permet de brèves conversations avec les stations de radar au sol ;
- le GCA aide le pilote à positionner la percée (aviation) de l’appareil, puis l’atterrissage de précision sur la piste.

## Contexte historique
En 1948, les russes interdisent l’accès de Berlin aux occidentaux. Le 4 avril 1949, le traité de l’Atlantique nord installe l’OTAN. L’accord du 27 février 1951 permet l’établissement d’un premier dépôt aérien américain à Châteauroux.
En décembre 1951 les premiers appareils américains se posent à Bordeaux-Mérignac. Au total, quatorze bases aériennes américaines fonctionneront en France, mobilisant plus de 61 000 militaires américains, jusqu’en 1967.
Le 25 janvier 1951, Chaumont-Semoutiers Air Base commence ses activités. Le 108th tactical fighter wing est activé le 1er octobre 1961, avec trois unités de l’Air Guard, puis le 366th tactical fighter wing est constitué le 30 avril 1962, avec trois autres unités de l’Air Guard. Le 26 mars 1967 la base aérienne revient sous contrôle français.
La base aérienne d'Étain (Étain-Rouvres Air Base), au nord du département de la Meuse, que Richard Bach envisage comme terrain de déroutement en cas d'impossibilité d'atterrissage à Chaumont, a été utilisée par l'US Air Force de 1956 au 1er avril 1967.
La construction de la base aérienne de Phalsbourg-Bourscheid à trois kilomètres à l'ouest de la commune de Phalsbourg, débute en 1953. Elle ouvre en février 1954.